# William di Ypres
William di Ypres (1090 – 24 gennaio 1164/1165) è stato un nobile e militare inglese e conte di Kent.

## Biografia
Era figlio illegittimo di Philip di Loo, figlio del conte Roberto I delle Fiandre e Gertrude di Sassonia.
Reclamò nel 1119 il titolo di conte delle Fiandre, che venne invece dato a Carlo il buono. Lo rivendicò di nuovo nel 1127 alla morte di Carlo, ma esso venne concesso a Guglielmo Cliton e poi a Teodorico di Alsazia nel 1228, il quale lo bandì dalle Fiandre nel 1133. Le cronache di Galbert di Bruges attribuivano tali fallimenti alla sua nascita illegittima.
Fu comandante luogotenente di Stefano I d'Inghilterra durante le guerre civili combattute nel Paese dal 1139 al 1154 e conosciute con il nome di Anarchia. Egli comandò un contingente di soldati fiamminghi.
Sebbene non esistano documenti che attestino il conferimento formale da parte di Stefano I, le cronache dell'epoca descrivono William come "possessore e custode della contea di Kent.
Fondò l'abbazia cistercense di Boxley nel 1146.